# Faschingsschwank aus Wien
De Faschingsschwank aus Wien, op. 26, (Carnavalsscenes uit Wenen) is een cyclus voor piano van Robert Schumann. De cyclus is opgedragen aan Simonin von Sire in Dinant.
Schumann komponeerde de eerste vier delen in Wenen en de finale op zijn terugreis naar Leipzig. Het werk ontstond in 1839 ongeveer gelijktijdig met de Romanzen, op.28, alsmede met de Klavierstücken, op.32. Tezamen vormen ze de afronding van de vroege werken van Schumann.
De vijf delen hebben een nauw aan een sonate verwant karakter, echter Schumanns subtitel "Fantasiebeelden" (Fantasiebilder) verwijst naar een verwantschap met de eerdere cycli zoals “Carneval” of de “Kreisleriana.”

## Delen
- Allegro (Sehr Lebhaft, "Zeer levendig"), Bes-groot
- Romanze (Ziemlich Langsam, "Vrij langzaam""), g-klein
- Scherzino, Bes-groot
- Intermezzo (Mit Größter Energie, "Met hoogste energie"), es-klein
- Finale (Höchst Lebhaft, "Hoogst levendig"), Bes-groot

## Weblinks
- Bladmuziek van Faschingsschwank aus Wien op de website van het International Music Score Library Project